# Oscillatore Meissner
L'oscillatore Meissner (Meißner in lingua tedesca) è un oscillatore con circuito risonante in parallelo, è il padre della famiglia degli oscillatori a 3 punti e la risonanza può avvenire all'anodo o alla griglia.
Il circuito è costituito da un trasformatore isolato in cui uno solo dei rami viene messo in risonanza e, per avere il miglior Q e quindi il minimo rumore di fase, è bene usare il lato Anodo/Drain/Collettore.